# Dendrocerus dubitatus
Dendrocerus dubitatus är en stekelart som först beskrevs av Charles Thomas Brues 1937.  Dendrocerus dubitatus ingår i släktet Dendrocerus och familjen trefåresteklar. Inga underarter finns listade i Catalogue of Life.